# Caumont-l'Éventé
Caumont-l'Éventé és un municipi francès situat al departament de Calvados i a la regió de Normandia. L'any 2007 tenia 1.343 habitants.

## Demografia

### Població
El 2007 la població de fet de Caumont-l'Éventé era de 1.343 persones. Hi havia 527 famílies de les quals 191 eren unipersonals (75 homes vivint sols i 116 dones vivint soles), 116 parelles sense fills, 137 parelles amb fills i 83 famílies monoparentals amb fills.
La població ha evolucionat segons el següent gràfic:
Habitants censats

### Habitatges
El 2007 hi havia 584 habitatges, 545 eren l'habitatge principal de la família, 16 eren segones residències i 23 estaven desocupats. 467 eren cases i 112 eren apartaments. Dels 545 habitatges principals, 265 estaven ocupats pels seus propietaris, 265 estaven llogats i ocupats pels llogaters i 15 estaven cedits a títol gratuït; 7 tenien una cambra, 73 en tenien dues, 117 en tenien tres, 135 en tenien quatre i 212 en tenien cinc o més. 379 habitatges disposaven pel capbaix d'una plaça de pàrquing. A 252 habitatges hi havia un automòbil i a 183 n'hi havia dos o més.

### Piràmide de població
La piràmide de població per edats i sexe el 2009 era:
| Homes | Edats   | Dones |
| ----- | ------- | ----- |
| 0     | 95 o +  | 8     |
| 0     | 90 a 94 | 8     |
| 24    | 85 a 89 | 44    |
| 12    | 80 a 84 | 12    |
| 16    | 75 a 79 | 32    |
| 12    | 70 a 74 | 48    |
| 32    | 65 a 69 | 28    |
| 28    | 60 a 64 | 16    |
| 24    | 55 a 59 | 36    |
| 28    | 50 a 54 | 28    |
| 24    | 45 a 49 | 44    |
| 40    | 40 a 44 | 36    |
| 32    | 35 a 39 | 48    |
| 44    | 30 a 34 | 44    |
| 52    | 25 a 29 | 36    |
| 24    | 20 a 24 | 32    |
| 28    | 15 a 19 | 48    |
| 44    | 10 a 14 | 40    |
| 32    | 5 a 9   | 32    |
| 36    | 0 a 4   | 32    |

## Economia
El 2007 la població en edat de treballar era de 770 persones, 563 eren actives i 207 eren inactives. De les 563 persones actives 479 estaven ocupades (257 homes i 222 dones) i 84 estaven aturades (37 homes i 47 dones). De les 207 persones inactives 46 estaven jubilades, 64 estaven estudiant i 97 estaven classificades com a «altres inactius».

### Ingressos
El 2009 a Caumont-l'Éventé hi havia 533 unitats fiscals que integraven 1.307,5 persones, la mediana anual d'ingressos fiscals per persona era de 14.478 €.

### Activitats econòmiques
Dels 86 establiments que hi havia el 2007, 1 era d'una empresa extractiva, 3 d'empreses alimentàries, 1 d'una empresa de fabricació de material elèctric, 1 d'una empresa de fabricació d'altres productes industrials, 6 d'empreses de construcció, 14 d'empreses de comerç i reparació d'automòbils, 7 d'empreses de transport, 6 d'empreses d'hostatgeria i restauració, 3 d'empreses financeres, 7 d'empreses immobiliàries, 10 d'empreses de serveis, 18 d'entitats de l'administració pública i 9 d'empreses classificades com a «altres activitats de serveis».
Dels 25 establiments de servei als particulars que hi havia el 2009, 1 era una gendarmeria, 1 oficina de correu, 2 oficines bancàries, 3 tallers de reparació d'automòbils i de material agrícola, 1 autoescola, 2 paletes, 1 guixaire pintor, 1 fusteria, 1 lampisteria, 1 electricista, 4 perruqueries, 2 veterinaris, 1 agència de treball temporal, 3 restaurants i 1 agència immobiliària.
Dels 11 establiments comercials que hi havia el 2009, 2 eren supermercats, 1 una gran superfície de material de bricolatge, 2 fleques, 2 carnisseries, 1 una sabateria, 1 una botiga de material de revestiment de parets i terra i 2 floristeries.
L'any 2000 a Caumont-l'Éventé hi havia 11 explotacions agrícoles que ocupaven un total de 492 hectàrees.

## Equipaments sanitaris i escolars
El 2009 hi havia 1 farmàcia i 1 ambulància.
El 2009 hi havia 1 escola maternal i 1 escola elemental. Caumont-l'Éventé disposava d'un col·legi d'educació secundària amb 272 alumnes.

## Poblacions més properes
El següent diagrama mostra les poblacions més properes.